# كركدنيات
الكَرْكَدَّنِيَّات (باللاتينية: Rhinocerotidae) هي إحدى فصائل كركدنينات من الحيوانات الضخمة، يعيش ممثلوها في قارتي إفريقيا وآسيا. يسمى الواحد من أفراد هذه الفصيلة بالكَرْكَدَّن (الجمع: كَرْكَدَّنات) أو الخرتيت أو وحيد قرن أو الحَرِيش (الجمع: حُرُش) أو الهِرْمِيس.
هذا الحيوان مهدد بالانقراض؛ لأنه يتعرض للإبادة بسبب قرنه حيث يقال أن له فوائد طبية ما شجع على كثرة اصطياده وإبادته. وهناك حاليًا قوانين صارمة لمنع صيده وأنشأت له محميات خاصة، وكذلك بسبب انتزاع موطنه لإقامة المزارع عليه. اتخذ السودان وحيد القرن الأبيض الشمالي رمزًا وطنيًا لدى الاستقلال، ليتخلى عنه لاحقاً ويستبدله بصقر الجديان.

## صفاته
- حيوان ضخم وهو من أكبر الحيونات الموجودة على سطح الأرض ويبلغ ارتفاعه 1.5 متر عند الأكتاف وطوله من 3- 3.65 متر طولاً والوزن من 455 - 1365 كلغ فالأنثى أصغر حجماً من الذكر.
- صغير وحيد القرن يولد متوسط وزنه 38 كلغ بعد فترة حمل من 15-16 شهر ويمكنه أن يبدأ في تتبع أمه بعد 3 أيام فقط، والصغار تكون هدفاً للضباع والأسود، في الغالب تنجب الإناث الصغار كل 2-3 سنوات ويعيش وحيد القرن من 25-40 عاماً ولكن قد يعيش 50 عاماً في الأسر.
- يتميز وحيد القرن بقصر النظر؛ لذلك قد يهاجم أولاً ثم يتبين لاحقاً.
- يتميز بحاسة شم ممتازة تمكنه من اكتشاف أماكن الأعداء.
- رغم وزنه الثقيل يستطيع الجري بسرعة كبيرة.
- جلده الكثيف غالباً ما يكون ملجأ للحشرات والطفيليات، ولذلك يشاهد غالباً وعليه طيور مثل فصائل أبو قردان تتغذى على تلك الحشرات.

## غذاءه
يأكل العشب والشجيرات والحشائش الجافة وبعض أنواع البروتين والمعادن الخاصة ويستفاد به في الكثير من الصناعات.

## الأنواع
- وحيد القرن الأبيض يعيش في إفريقيا.
- وحيد القرن الأسود يعيش في إفريقيا.
- وحيد القرن الهندي موطنه آسيا.
- وحيد القرن الجاوي موطنه آسيا.
- وحيد القرن السومطري موطنه آسيا.

## التصنيف
- فصيلة الكركدنيات
  - أسرة الكركدناوات
    - قبيلة الكركدناوية
      - تحت قبيلة الكركدنينية
        - دون قبيلة الكركدنيتية
          - جنس الكركدن

## تهديدات
يقومون في إفريقيا باصطياد وحيد القرن من أجل لحمه وجلده السميك وكذلك كنوع من الرياضة.

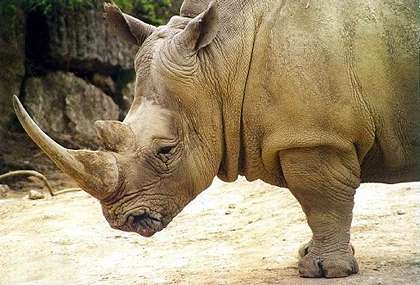

قبل حوالي مئة سنة، أباد الصيادون تقريبًا الكركدن عريض الشفة والذي يسمى أيضا وحيد القرن الأبيض، لذلك أقيمت في جنوب إفريقيا محمية أومبوليزي لكي تحافظ على وحيد القرن العملاق، والتي تصل إبعاد معطيات حجمها إلى معطيات وحيد القرن الهندي قبل 30 عاما كان في أومبوليزي أكثر من 600 وحيد قرن عريض الشفة وبدؤوا بنقلها إلى محميات أخرى في إفريقيا. بالرغم من ندرة وجود هذا النوع من وحيد القرن في العالم، اليوم توجد في جميع أنحاء العالم أكثر من 5000 وحيد قرن عريض الشفة غالبيتها موجودة في حدائق الحيوان.
أكثر أنواع الكركدنيات انتشارًا في العالم كان في الماضي وحيد القرن الإفريقي المعروف بأسمائه وحيد القرن الشائع ووحيد القرن الأسود (بالرغم من أنه رمادي).